# 电子哨兵
电子哨兵是指综合集成监控、防护、报警、通信、执勤信息管理等子系统，借助视频监控、智能报警和电子防护等功能实现对目标的有效防范，对危害目标安全情况能有效处置，既可单独遂行警戒任务，又可辅助哨兵执勤的一体化信息系统。该系统有利于提高智能化执勤水平，实现人防、物防、技防的有机统一。